# Leon Billewicz
Leon Billewicz, poljski general, * 1870, † 1940.